# Jacobus Mattheüs de Kempenaer
Jacob Mattheus de Kempenaer (Amsterdam, 6 juli 1793 – Arnhem, 12 februari 1870) was een Arnhemse jurist en politicus. Hij studeerde in Leiden (promotie 1816), was rijksadvocaat te Arnhem, voorzitter van de Raad van Koophandel en lid van de raad van Arnhem en lid van de Provinciale Staten van Gelderland.
Hij kon bij binnenkomst in de Tweede Kamer gerekend worden tot de liberalen en behoorde in 1844 tot de Negenmannen die het initiatief namen tot Grondwetsherziening. De Kempenaer maakte in 1848 deel uit van de Grondwetscommissie-Thorbecke en speelde als minister van Binnenlandse Zaken een belangrijke rol bij het tot stand komen van de herziening van de Grondwet. Hij belandde nadien in conservatiever vaarwater en kwam als Tweede Kamerlid tegenover Thorbecke te staan.

## Gezin
De Kempenaer trouwde te Haarlem op 19 augustus 1818 met Arnoldina Jacoba Gerlings (1796-1871). Zij kregen drie zonen en drie dochters.